# Kiribati National Olympic Committee
Das Kiribati National Olympic Committee (KNOC) ist das im November 2002 gegründete Nationale Olympische Komitee des Inselstaates Kiribati. Im Juni 2003 wurde es vom Internationalen Olympischen Komitee aufgenommen.

## Geschichte
Kiribati nahm erstmals an den Olympischen Sommerspielen 2004 in Athen teil und entsandte den Gewichtheber Meamea Thomas, im Bereich Leichtathletik den Läufer Kakianako Nariki und die Läuferin Kaitinano Mwemweata. Bei den Olympischen Sommerspielen 2008 in Peking war Kiribati mit zwei Olympioniken vertreten, dem Gewichtheber David Katoatau und dem Läufer Rabangaki Nawai.
Für die Olympischen Sommerspiele 2012 in London konnten sich der Schwergewichtsboxer Tarieta Ruata und der Mittelgewichtsboxer Andrew Kometa trotz großer Hoffnungen beim „Oceania Olympic Boxing Qualifying Tournament“ in Canberra nicht qualifizieren. Das KNOC nominierte drei Athleten in zwei Sportarten: David Katoatau (Gewichtheben) und Kaingaue David (100-Meter-Lauf, Frauen) und Nooa Takooa (100-Meter-Lauf, Männer).
Das KNOC kann auf Sportler von 15 kiribatischen Sportverbänden zurückgreifen: Kiribati Amateur Boxing Association, Kiribati Archery Federation, Kiribati Athletics Association, Kiribati Badminton Federation, Kiribati Basketball Federation, Kiribati Islands Football Association, Kiribati National Canoeing Federation, Kiribati National Volleyball Federation, Kiribati National Weightlifting Federation, Kiribati Power lifting Federation, Kiribati Table Tennis Association, Kiribati Tennis Association, Kiribati Wrestling Federation, Sports Taekwondo Kiribati, Kiribati Surfing Association.